# عليرضاوندي غوآور (مقاطعة غيلانغرب)
عليرضاوندي غوآور (بالإنجليزية: Alirezavandi, Govar)‏ هي منطقة سكنية تقع في قسم غوآور الريفي في إيران. يقدر عدد سكانها بـ 36 نسمة .